# Johannes Schreck (Ioannes Terentius)
Johannes Schreck, también llamado Terrenz oder Terrentius Constantiensis y en China Deng Yuhan Hanpo fue un misionero jesuita nacido en Bingen en 1576 y fallecido en Pekín en 1630.

## Vida

### Nacimiento
Durante mucho tiempo, Schreck fue considerado suizo porque se desconocía su lugar esacto de nacimiento. No fue hasta 2003 que en el registro de la Universidad de Friburgo se descubrió la inscripción correspondiente al año 1590: Johannes Schreck Bingensis dioces. Constant. 19. Dec . Schreck proviene de Bingen, un pequeño pueblo del entonces condado de Hohenzollern-Sigmaringen, a unos cinco kilómetros al norte de la ciudad residencial de Sigmaringen. En Bingen todavía se pueden encontrar apellidos como Schreck, Schrök o Schröck.  Poco se sabe sobre la propia familia de Schreck. Probablemente su padre era lo suficientemente rico como para hacerlo estudiar. Una de las hermanas de Schreck se hizo monja en el convento dominicano de Stetten, cerca de Hechingen, en 1609.

### Estudios
En 1590, Schreck inició sus estudios en la prestigiosa Universidad de Friburgo. En 1594 logró el primer objetivo de sus estudios, el Bachillerato. Se desconoce el tema de su licenciatura, que completó con éxito en 1596, pero sus intereses, estudios y actividades posteriores apuntan a la medicina.  La siguiente parada en el camino de su vida fue París. Alrededor de 1600, Schreck estudió y enseñó en la Sorbona y fue asistente o colega del famoso matemático François Viète (1540-1603).  Después de la muerte de Viète en 1603, Schreck comenzó a estudiar medicina en la célebre Universidad de Padua y también asistió a conferencias de matemáticas de Galileo Galilei (1564-1642).

### Viajes

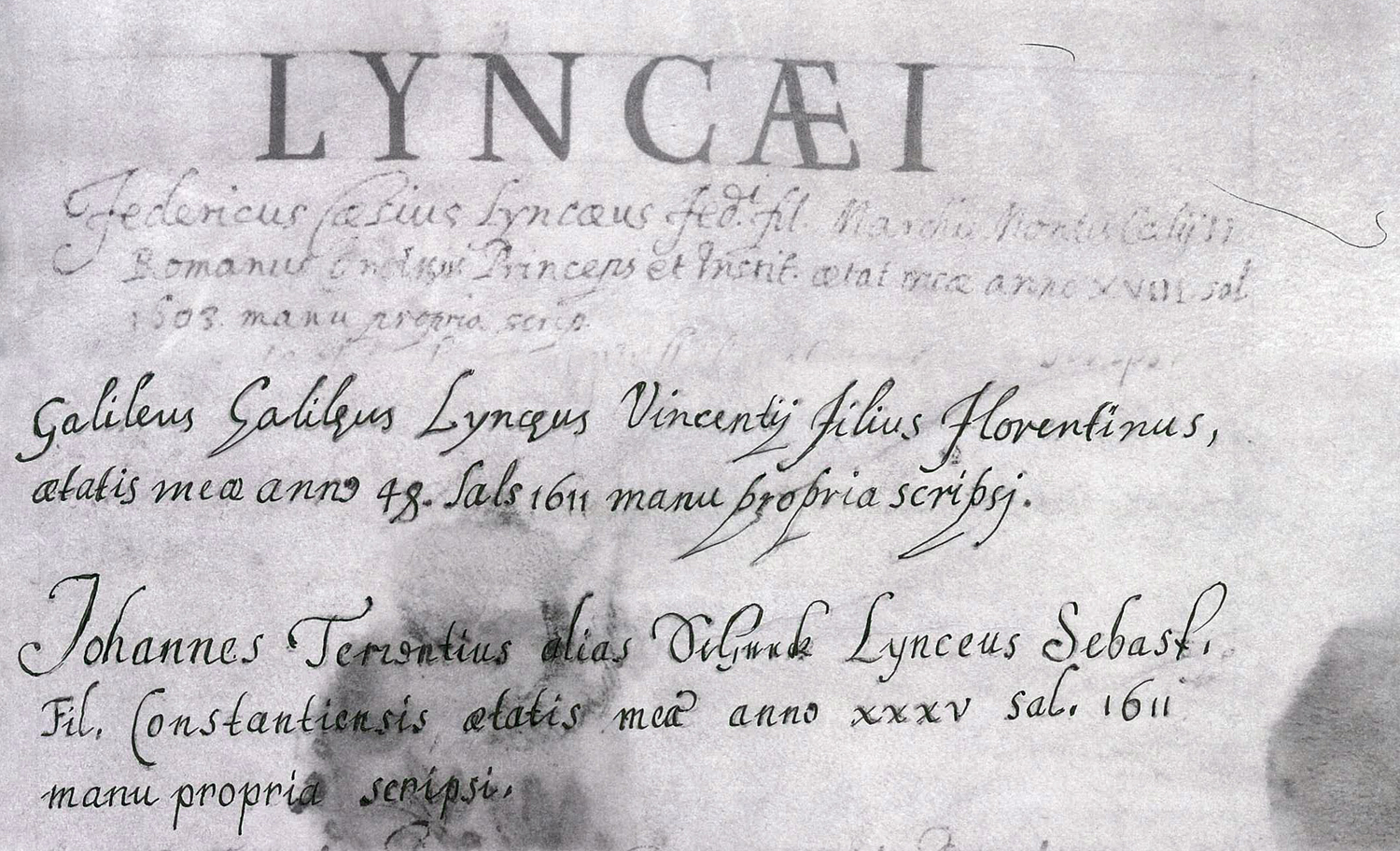
Entrada de Galileo y Schreck en la Accademia dei Lincei

Después de uno o dos años, Schreck abandonó Italia. En 1606 estuvo en Praga, donde pudo haber entrado en contacto con Johannes Kepler (1571-1630), el matemático de la corte imperial. En Praga se hizo amigo de la alquimista Barbara Pichlerin y trabajó con ella de manera sasfactoria. Una epidemia le obligó a abandonar Praga en 1606. Su siguiente destino fue Basilea y después enseñó durante un breve perioda de tiempo en Rostock. En 1607 o 1608 viajó a Augsburgo y Múnich, donde conoció al antiguo duque Guillermo V (1548-1626) de Wittelsbach (duque de 1579 a 1597), quien más tarde apoyó generosamente su misión a China. En 1610, Schreck estaba en Roma. Johannes Faber (1574-1629), médico y farmacéutico papal originario de Bamberg, lo contrató como empleado. Schreck permaneció asociado con Faber durante toda su vida. La mayoría de las cartas de Schreck que se conservan están dirigidas a Faber. Además de Faber, el príncipe Federico Cesi (1585-1630) determinó el trabajo de Schreck en Roma. Cesi fue el fundador de la primera academia científica de Europa, la Accademia dei Lincei. En 1611, Schreck se convirtió en miembro inmediatamente después de Galileo. Su tarea era editar el “Thesaurus Mexikanus”, una enciclopedia de plantas mexicanas del médico y botánico español Francisco Hernández de Toledo (alrededor de 1514-1587).

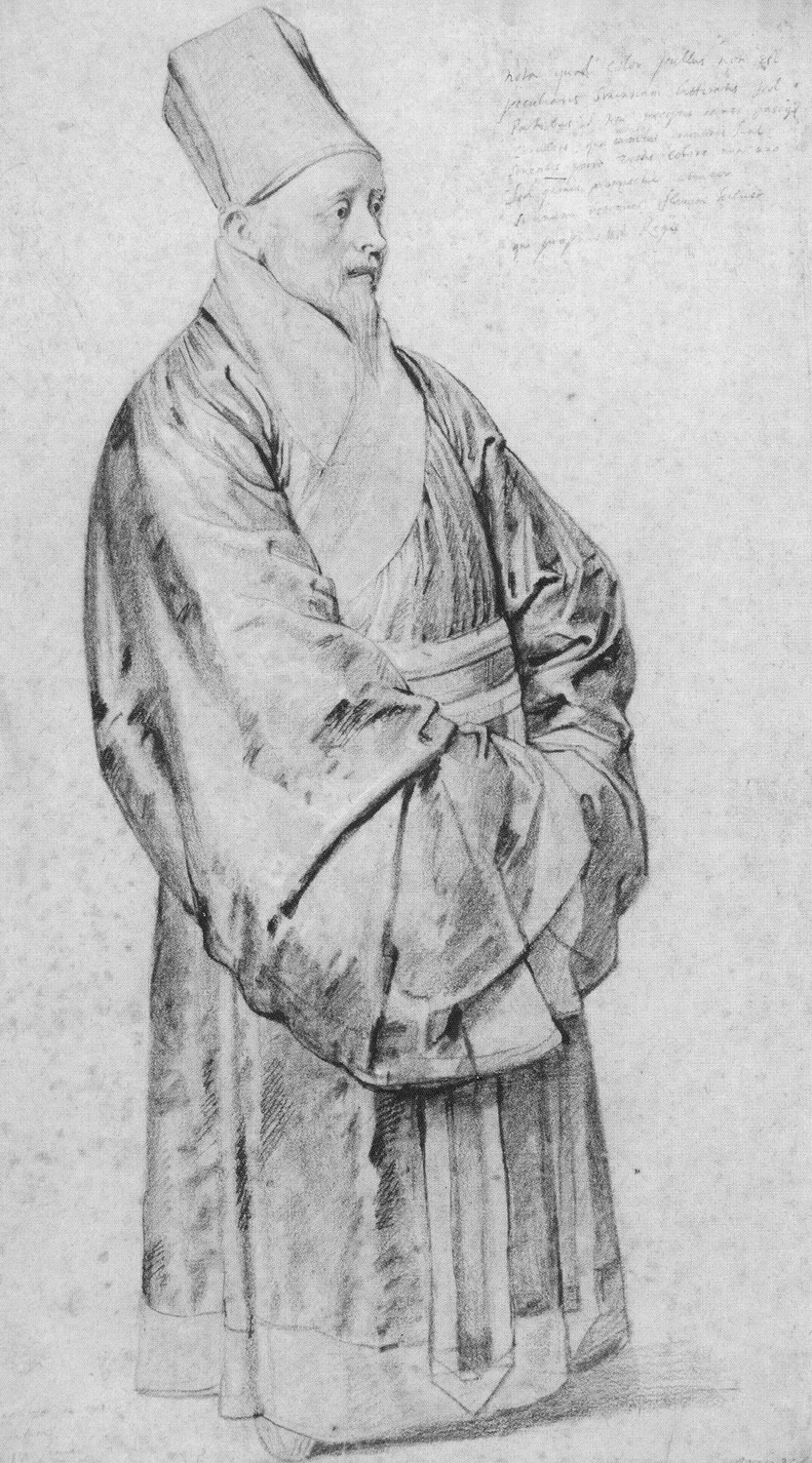
Nicolás Trigault

### Ingreso en la orden jesuita
El 1 de noviembre de 1611, Schreck ingresó en la orden de los jesuitas en Roma y pudo hacer los votos simples el día de Todos los Santos de 1613. Por su amplia formación académica fue dispensado de estudiar filosofía y parte de sus estudios de teología en el Collegio Romano. Fue ordenado sacerdote tras finalizar sus estudios de teología en 1616.

### Preparándose para el viaje misionero
En 1614, el misionero jesuita belga en China Nicolas Trigault (1577-1628) regresó a Europa para promover la misión de China y obtener varias concesiones para ella. Durante sus diversas estancias en Roma, Schreck lo conoció y se unió a él. En su gira promocional por las cortes reales y los colegios jesuitas de Europa, Schreck fue el “asesor académico” de Trigault, aprovechando su red de relaciones. Recogieron dinero, regalos y libros, especialmente escritos astronómicos, para poder desempeñar un papel destacado en la reforma del calendario planeada en China. Sobre todo, reclutaron jesuitas con conocimientos astronómicos para China.  El 16 de abril de 1618, Trigault y Schreck partieron de Lisboa con un grupo de 22 misioneros jesuitas que iban a la India. El 4 de octubre llegaron a la Goa portuguesa en la India. Allí Schreck empezó inmediatamente a trabajar en el “Plinius Indicus”, una enciclopedia con más de 500 plantas asiáticas hasta entonces desconocidas en Europa, una obra que se ha perdido.

### Trabajo como científico en China
El 22 de julio de 1619, Schreck llegó al enclave portugués de Macao en la costa sur de China, que era la puerta de entrada de los misioneros a China, donde esperó permiso para entrar en el Imperio. En 1620 murieron allí dos jesuitas y Schreck les realizó autopsias. Así descubrió los efectos destructores de los pulmones del tabaco. En una carta fechada el 12 de agosto de 1621 desde Hangzhou a Faber en Roma, describió por primera vez el enfisema pulmonar causado por el tabaquismo.  El 5 de mayo de 1621 Schreck pudo entrar en China. Ese mismo año llegó a la ciudad de Hangzhou. Aquí, con el apoyo de un colega chino, escribió un libro sobre anatomía europea Taixi renshen shuogai, “Tratado sobre el cuerpo humano del exaltado Occidente”. En 1634, el libro fue revisado y publicado por un curandero chino. Schreck informó por primera vez sobre la acupuntura y el tratamiento térmico en sus cartas desde China.
Su viaje a través del Canal Imperial lo llevó a pasar por la ciudad de Suzhou, a la que describió como la “Venecia del Este”. 

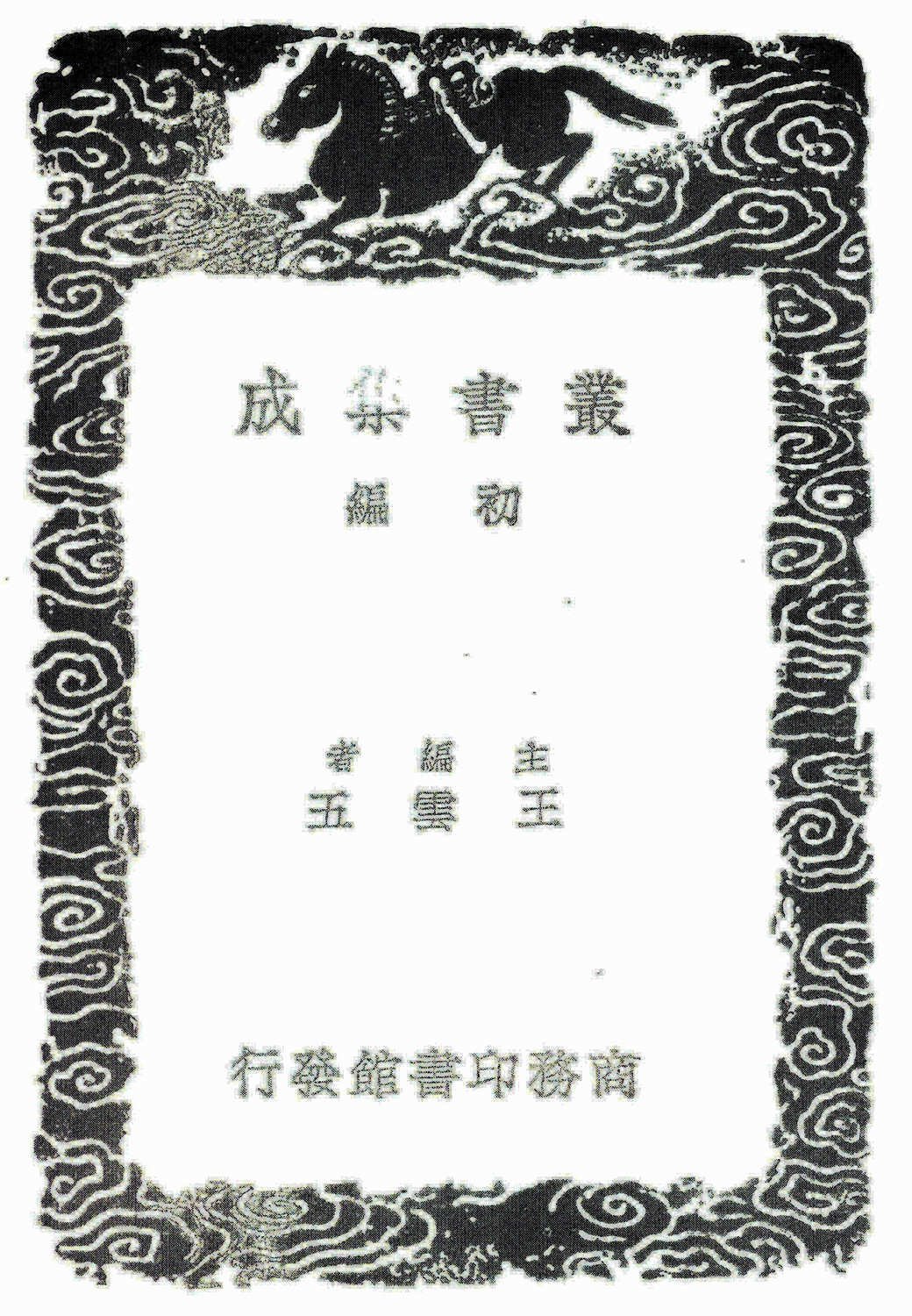
Las maravillosas máquinas del lejano oeste

Los misioneros, entre otras cosas, llevaban libros sobre ingeniería mecánica europea a China. Así atrajeron el interés del erudito chino Wang Zheng (1571-1644). En 1626/27, Wang y Schreck escribieron el primer libro de texto chino sobre ingeniería mecánica europea, Yuanxi qiqi tushuo, “Las maravillosas máquinas del lejano Oeste en palabras e imágenes”, con 55 ilustraciones y breves descripciones de máquinas que son lo más destacado de este libro. Es el resultado de la primera cooperación entre un académico alemán y un sabio chino.  Los misioneros consideraban que una de las principales tareas al servicio de la misión era la reforma del calendario chino, especialmente el cálculo de los eclipses y fenómenos celestes extraordinarios, cuya correcta interpretación era importante para el gobierno del emperador. Con sus conocimientos astronómicos, los jesuitas querían obtener permisos de residencia de larga duración, siguiendo el consejo de sus amigos chinos. Para prepararse, Schreck pidió consejo astronómico a Galileo, pero Galileo, advertido por la Inquisición en 1616, se negó a ayudarlo. Así que en 1623 Schreck recurrió a Johannes Kepler (1571-1630), quien le respondió inmediatamente después de la llegada de su carta en 1627 y le envió sus Tablas de Rudolfin, que, sin embargo, sólo llegaron a China después de la muerte de Schreck. Este junto con sus hermanos Johann Adam Schall von Bell (1592-1666) y Giacomo Rho (1593-1638), introdujeron la trigonometría europea y los instrumentos astronómicos europeos en China, como el telescopio galileano. Da ce, “La gran medición” (1629) es el libro de texto de Schreck sobre trigonomía. En 1629, Schreck, con la ayuda de Rho y Nicolò Longobardo (1565-1654), calculó el eclipse solar del 21 de junio de 1629 con mayor precisión que los astrónomos chinos y musulmanes. El erudito Paul Xu Guangqi (1562-1633), presidente del Ministerio de Ritos (Lubu) y amigo de los jesuitas, recibió el encargo del emperador Chongzhen (1627-1644) de reformar el calendario en 1629. Eligió a colegas chinos y jesuitas para su equipo, incluido Schreck como líder europeo de la reforma. Después de la temprana muerte de Schreck en 1630, su sucesor fue Johann Adam Schall von Bell, quien completó la reforma en 1635. Uno de los resultados fue el gran compendio del calendario Chongzhen lihu 崇禎曆書, al que Schreck hizo una importante contribución. Sin embargo, el nuevo calendario sólo entró en vigor bajo la nueva dinastía Qing en 1645.

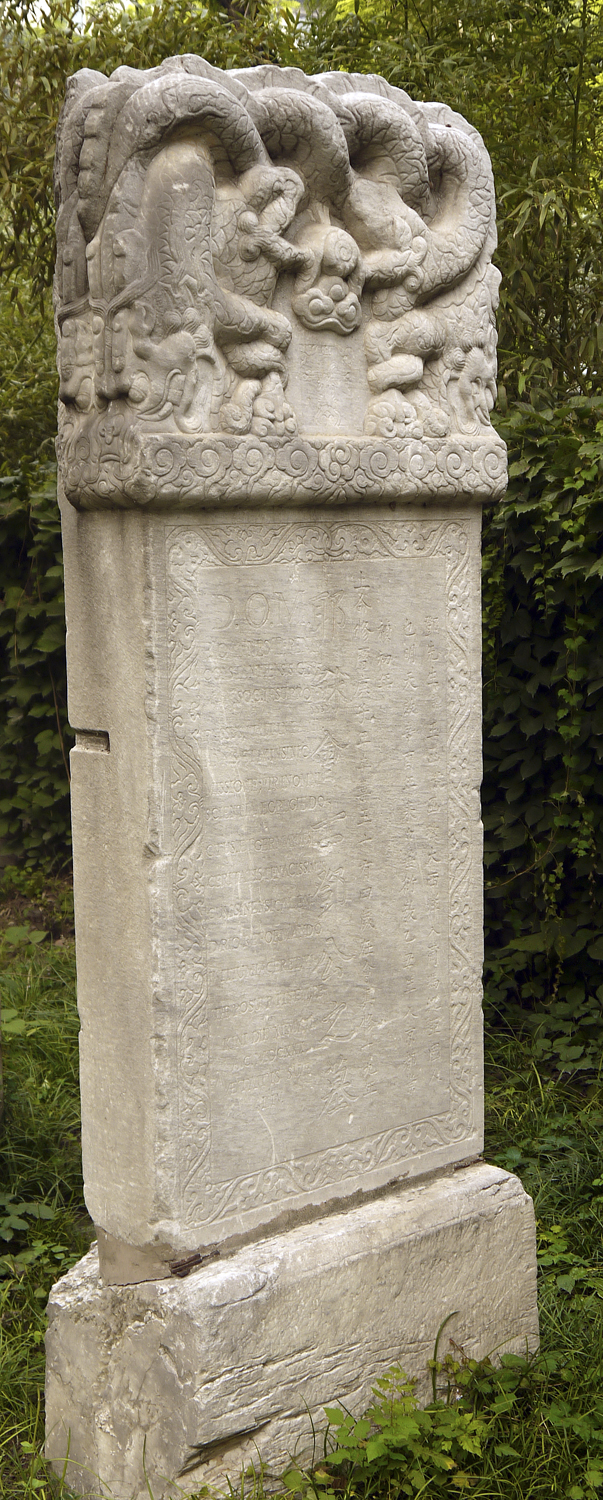
Lápida de Schreck en Pekín

### La muerte de Schreck.
Schreck murió el 13 de mayo de 1630, se supone que como resultado de un experimento médico sobre sí mismo. La inscripción en su lápida lo honra como... vir in omni scientia egregie doctus..., un erudito destacado en todas las áreas de la ciencia.

## Recepción y agradecimiento
Incluso antes de unirse a la orden de los jesuitas, Schreck era considerado... uno de los eruditos, médicos y matemáticos más famosos de toda Europa. Sin embargo, después de su muerte, Schreck pronto cayó en el olvido, e Isaia Iannaccone se pregunta si este olvido u ocultación de su obra fue resultado del alejamiento de las prioridades de su orden. El tema principal de los libros y cartas de Schreck - sostiene Iannaccone - eran las ciencias naturales. Ninguno de sus escritos trata sobre teología y no se sabe nada de la actividad misionera directa de Schreck. Sin embargo, la hipótesis de Iannaccone es cuestionable. Desde el siglo XVII hasta principios del siglo XIX se publicaron seis homenajes a sus compañeros jesuitas, que describen a Schreck como una personalidad valorada por todos y como un erudito excepcional.
Hoy dia Schreck recibe el respeto que merece. Esto se lo debemos a los estudios de Giovanni Gabrieli, Hartmut Walravens, Isaia Iannaccone, Zhang Baichun, Tian Miao y otros, entre ellos las dos novelas de Isaia Iannaccone y Rainer-K. Langner. La creación del libro Las maravillosas máquinas del Lejano Oeste en palabras e imágenes se considera uno de los grandes momentos en el intercambio cultural entre Europa y China. Si se hubiera conservado su obra de botánica, el "Plinius Indicus", Schreck sería hoy uno de los botánicos más importantes de la historia.

## Citas
De la carta del 18 de enero de 1616 a John Faber desde Rheinfelden a Roma: ... Ciertamente, nada podría sucederme que fuera más contrario a mi voluntad que renunciar a esta gran misión en un mundo diferente, por así decirlo, y esconderme en algún rincón sin ningún significado o beneficio para mi y para los demás...

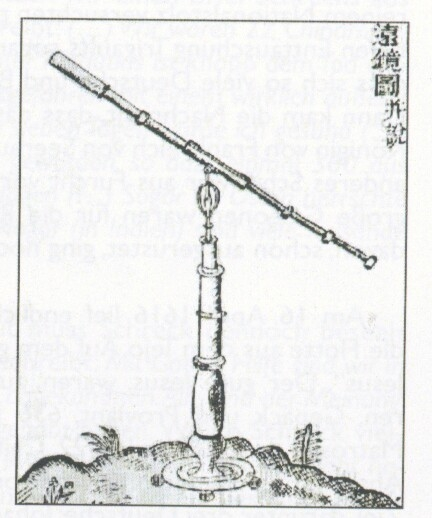
Telescopio galileano

De la carta del 26 de agosto de 1621 a John Faber desde Hangzhou a Roma: ... murió un sacerdote japonés. Su aliento apestaba por el consumo frecuente de tabaco. Cuando le abrieron el pecho, encontré unos pulmones secos, como esponjas, cubiertos de multitud de hematomas.
De la carta del 22 de abril de 1622 a Joh Faber desde Jiading a Roma: ... Llevo dos años estudiando este idioma, pero no lo hablo ni entiendo los libros, tal es la dificultad. La razón de esto es que aprendemos el lenguaje hablado y leemos libros al mismo tiempo... No he aprendido completamente más que 3000 caracteres en dos años. Entran y salen de mi cabeza como palomas en un palomar...
Del libro: Descripción del Estudio del Cielo (1628): ...pero en estos últimos años un famoso matemático de Occidente [Galileo] ha construido un telescopio con el que se puede ver a lo lejos y también observar al planeta Venus. El astro a veces aparece oscuro, a veces completamente iluminado, a veces en la parte superior y a veces en la parte inferior. Esta es la evidencia de que Venus se mueve alrededor del Sol. Lo mismo se aplica al pequeño Mercurio, también se mueve como Venus, y esto se puede entender usando el mismo principio...
Del segundo obituario portugués en las Litterae annuae de 1630 de China: ... No sólo era un gran versado en teología, filosofía, medicina y matemáticas, sino que también tenía una memoria admirable de toda la Historia de la iglesia, así como de la Historia de los santos. No había nada en ciencia que no hubiera explorado en profundidad, como la física o la ética, los metales, las hierbas, las plantas medicinales, las flores y cosas similares. No tenía menos educación en idiomas. Dominaba el hebreo, caldeo, latín, griego, francés, portugués y otros idiomas además de su alemán nativo. Brevemente resumido: En apenas unos años de su vida, ante nuestra admiración y asombro, confirmó lo que decía el poeta: Con trabajo se puede lograr todo.
De la inscripción en latín de su lápida (1630): El padre alemán Johannes Terrentius de la diócesis de Constanza... un eminente erudito en todos los campos de la ciencia y de una sinceridad real e indomable, perdió su vida mientras iniciaba la reforma del calendario chino en Pekín. El 11 de mayo del año de Cristo de 1630 a la edad de 54 años.  [La fecha real de muerte de Schreck fue el 13 de mayo.]

## Las obras de Schreck.
- Comentario al Tesauro Rerum Medicarum Novae Hispaniae... de Francisco Hernandes, escrito en Roma en 1610/1611, ed. Roma 1651, reimpresión Roma 1992.
- Compendium Eorum que a Philippo Paracelso suis inscriptis dispersi sunt..., escrito alrededor de 1611-1616 en Roma, manuscrito H 461 en la Bibliothèque universaire de médecine de la Universidad de Montpellier.
- Plinio Indicus, una enciclopedia de plantas asiáticas, escrita desde 1618. Esta importante obra de Schreck existió hasta el siglo XIX. “En dos enormes volúmenes” en la Biblioteca jesuita de Roma y desde entonces se ha perdido.
- Praecipui scientiarum Libri, quibus Chinenses et Japonenses estudiante..., informe detallado sobre los libros clásicos chinos, escrito en 1626. Una copia del latín. Los originales se encuentra en la Bibliothèque universitaire de médecine de la Universidad de Montpellier.
- Yuanxi qiqi tushuo 遠西奇器圖說 (Las maravillosas máquinas del lejano oeste en palabras e imágenes) de Schreck y Wang Zheng, escrito en 1626/27, el primero que sobrevive 2. Edición 1628, varias ediciones posteriores, la última en 1995, véase Collani, página 160.
- Cetian yueshuo 測天約說 (Descripción de las medidas celestes), escrito por Schreck en 1628, publicado por Schall en 1631.
- Da ce 大測 (La gran medición), escrito por Schreck en 1628 y publicado por Schall en 1631.
- Geyuan baxian biao 割圓八線表 (Tablas de ocho columnas, tablas trigonométricas), 1631 ed.
- Huangchi daojudu biao 黃赤道距度表 (Tablas de distancias entre el ecuador celeste y la eclíptica), 1635 ed.
- Zhengqiu shengdu biao 正球升度表 (Tablas de volumen de esferas ideales), 1635 ed.
- Taixi renshen shuo gai 泰西人身說概 (Teorías occidentales del cuerpo humano), escrita alrededor de 1623, revisada y editada. 1643 por Bi Gongzhe

## Ficción y cine
- IANNACCONE, Isaia: L'amico di Galileo, editorial Sonzogno, Milán 2006; en traducción francesa: L'Ami de Galilée, Verlag Stock, París 2006.
- LANGNER, Rainer-K. : Copérnico en la Ciudad Prohibida. Cómo el jesuita Johannes Schreck llevó el conocimiento a China. Fráncfort a. M. 2007.
- LÖBE, Reiner y BRÜKNER, Tillo: Documental, Johannes Schreck-Terrentius SJ 1576–1630. Erudito y misionero de China. Once Bingen-Pekín: sin vuelta atrás, 60 minutos, Bingen 2018.